# Selecció de rugbi XV de Fiji
La Selecció de rugbi XV de Fiji és la selecció masculina de rugbi a 15 de Fiji. Tot i que el país és petit, en la Copa del Món de 2007 Fiji va aconseguir derrotar Gal·les, per 38 a 34, classificant-se així per disputar els quarts de final del torneig. Allí van ser eliminats per Sud-àfrica, futurs vencedors, per un resultat ajustat de 37-20.
Fiji és un dels pocs països del món on el rugbi és l'esport nacional. Aproximadament hi ha uns 80.000 jugadors registrats, amb una població total de 950.000 habitants. Un dels principals problemes de la selecció de Fiji és aconseguir que els seus jugadors viatgin per jugar amb la selecció, ja que molts d'ells tenen contractes a Europa o amb equips del Super Rugby. Els salaris repatriats de les seves estrelles que treballen a l'estranger s'ha convertit en un element important d'algunes economies locals. A més, cada vegada més jugadors seleccionables per Fiji acaben defensant les seleccions d'Austràlia o Nova Zelanda, com ara els cosins Joe Rokocoko i Sitiveni Sivivatu, dels All Blacks, o Lote Tuqiri, dels Wallabies.
Fiji és l'equip que ha guanyat més Tres Nacions del Pacífic. La dansa de guerra cibi (pronounciat ðimbi) és practicada abans de començar qualsevol partit; es fa servir des del 1939, tot i que els seus orígens es remunten als períodes bèl·lics que els van enfrontar amb els seus veïns del Pacífic.

## Història

### Antecedents
El rugbi va ser jugat a Fiji per primera vegada per europeus i soldats fijians del Native Constabulary a Ba, a l'illa de Viti Levu, el 1884. El 1913 es va fundar una Unió per part de colons europeus. El desembre de 1913, els All Blacks, que havien estat de gira per Califòrnia, van aturar-se a Fiji, a petició d'aquesta primera Unió, per disputar un partit a l'Albert Park. Aquest va ser el primer partit internacional disputat a Fiji, que va enfrontar Nova Zelanda contra un equip format per europeus, i que va acabar 3 a 67 a favor dels neo-zelandesos. Els punts de Fiji en aquell partit els va anotar el capità i entrenador PJ Sheehan. El 1914 es va crear una competició local de rugbi, i l'any següent es va crear la Unió Nativa de Fiji, que es va afiliar a la Fiji RFU.

### Període d'entreguerres
Fiji va disputar el seu primer partit internacional contra Samoa a Apia, Samoa, el 18 d'agost de 1924. L'equip fijià, format per 20 jugadors, estava format exclusivament per jugadors provinents dels cinc equips registrats al país en aquell moment. El partit es va disputar a les 7 del matí, perquè els jugadors poguessin anar a treballar després, i en un camp que tenia un arbre al mig. El partit de tornada el va guanyar Samoa per 9-3.
L'Auckland University College va ser el primer equip estranger en visitar Fiji, el 1926. Posteriorment també rebrien la visita de Tonga, aquell mateix any, on per primera vegada Fiji jugaria amb l'uniforme actual, aicí com amb l'escut de la palmera. Posteriorment Fiji va acabar la seva primera gira visitant Tonga. Allí va disputar tres partits contra la selecció de Tonga, on va perdre el primer partit 9 a 6, va guanyar el segon 3 a 14, i va empatar el tercer per 0 a 0.
La temporada del 1927 es va organitzar una Assemblea General per preparar una visita a Nova Zelanda, conviats per la Universitat d'Auckland. Un total de 30 jugadors van mostrar la seva predisposició a viatjar, però després de tots els preparatius, al final no van poder tenir prou jugadors per a fer-ho, i es va cancel·lar el partit.

## Estadístiques
| Oponent            | Jugats | Guanyats | Perduts | Empatats | % Victòries | Punts a favor | Punts en contra | Diferència |
| ------------------ | ------ | -------- | ------- | -------- | ----------- | ------------- | --------------- | ---------- |
| Argentina          | 4      | 1        | 3       | 0        | 25.00%      | 96            | 130             | −34        |
| Austràlia          | 20     | 2        | 17      | 1        | 10.00%      | 234           | 574             | −340       |
| Barbarian          | 1      | 0        | 1       | 0        | 0.00%       | 19            | 43              | −24        |
| Bèlgica            | 1      | 1        | 0       | 0        | 100.00%     | 76            | 0               | +76        |
| Lions              | 1      | 1        | 0       | 0        | 100.00%     | 25            | 21              | +4         |
| Canadà             | 10     | 7        | 3       | 0        | 70.00%      | 314           | 191             | +123       |
| Canadà XV          | 1      | 1        | 0       | 0        | 100.00%     | 13            | 3               | +10        |
| Xile               | 1      | 1        | 0       | 0        | 100.00%     | 41            | 16              | +25        |
| Classic All Blacks | 1      | 1        | 0       | 0        | 100.00%     | 33            | 14              | +19        |
| Illes Cook         | 2      | 2        | 0       | 0        | 100.00%     | 161           | 13              | +148       |
| Anglaterra         | 6      | 0        | 6       | 0        | 0.00%       | 94            | 245             | −245       |
| Anglaterra XV      | 3      | 0        | 3       | 0        | 0.00%       | 38            | 92              | −54        |
| França             | 9      | 0        | 9       | 0        | 0.00%       | 111           | 359             | −248       |
| França XV          | 1      | 0        | 1       | 0        | 0.00%       | 4             | 13              | −9         |
| Geòrgia            | 1      | 1        | 0       | 0        | 100.00%     | 24            | 19              | +5         |
| Hong Kong          | 3      | 3        | 0       | 0        | 100.00%     | 155           | 33              | +122       |
| Irlanda            | 3      | 0        | 3       | 0        | 0.00%       | 31            | 149             | −118       |
| Irlanda XV         | 2      | 0        | 2       | 0        | 0.00%       | 15            | 24              | −9         |
| Itàlia             | 10     | 5        | 5       | 0        | 50.00%      | 243           | 244             | −1         |
| Japó               | 16     | 13       | 3       | 0        | 81.25%      | 429           | 287             | +142       |
| Māori All Blacks   | 29     | 7        | 20      | 2        | 24.14%      | 383           | 517             | −134       |
| Namíbia            | 2      | 2        | 0       | 0        | 100.00%     | 116           | 43              | +73        |
| Nova Zelanda       | 5      | 0        | 5       | 0        | 0.00%       | 50            | 364             | −314       |
| Nova Zelanda XV    | 5      | 0        | 5       | 0        | 0.00%       | 25            | 155             | −130       |
| Niue               | 1      | 1        | 0       | 0        | 100.00%     | 120           | 4               | +116       |
| Papua Nova Guinea  | 3      | 3        | 0       | 0        | 100.00%     | 253           | 3               | +250       |
| Portugal           | 2      | 2        | 0       | 0        | 100.00%     | 62            | 30              | +32        |
| Romania            | 3      | 2        | 1       | 0        | 66.67%      | 70            | 42              | +28        |
| Samoa              | 49     | 26       | 20      | 3        | 53.06%      | 951           | 864             | +87        |
| Escòcia            | 6      | 1        | 5       | 0        | 16.67%      | 145           | 182             | −37        |
| Escòcia XV         | 2      | 0        | 2       | 0        | 0.00%       | 22            | 53              | −31        |
| Salomó             | 2      | 2        | 0       | 0        | 100.00%     | 199           | 13              | +186       |
| Sud-àfrica         | 3      | 0        | 3       | 0        | 0.00%       | 41            | 129             | −88        |
| Espanya            | 1      | 1        | 0       | 0        | 100.00%     | 39            | 20              | +19        |
| Tonga              | 88     | 59       | 26      | 3        | 67.05%      | 1724          | 1163            | +561       |
| Estats Units       | 6      | 5        | 1       | 0        | 83.33%      | 143           | 97              | +46        |
| Uruguai            | 2      | 2        | 0       | 0        | 100.00%     | 86            | 39              | +47        |
| Gal·les            | 11     | 1        | 9       | 1        | 9.09%       | 145           | 329             | −184       |
| Gal·les XV         | 2      | 0        | 2       | 0        | 0.00%       | 33            | 59              | −26        |
| Total              | 318    | 153      | 155     | 10       | 48.11%      | 6763          | 6576            | +187       |